# James Lane Allen
James Lane Allen (Lexington, 21 dicembre 1849 – New York, 18 febbraio 1925) è stato uno scrittore statunitense.

## Biografia

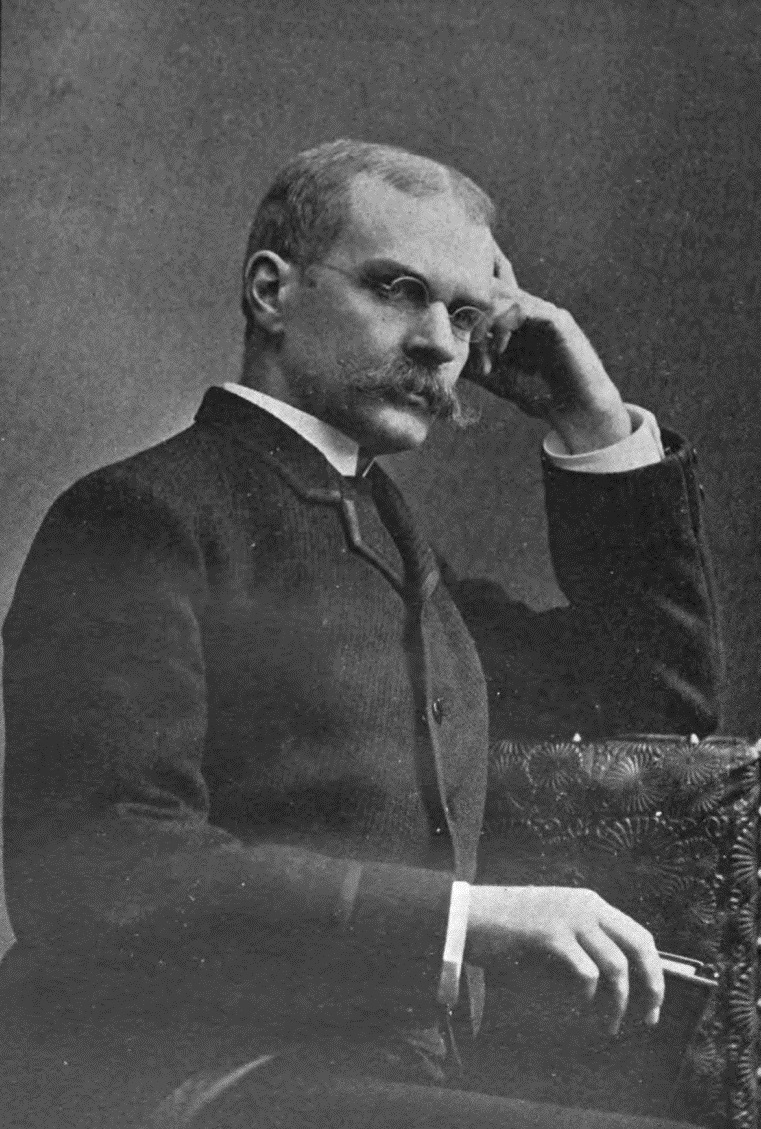
James Lane Allen nel 1894 circa

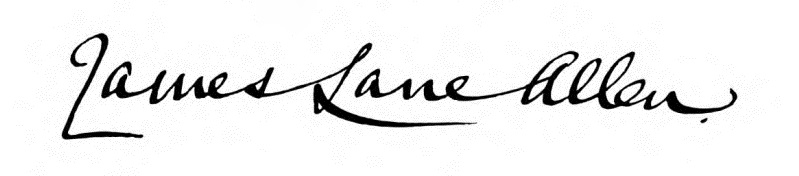
La firma di James Lane Allen

James Lane Allen nacque a Lexington nel Kentucky il 21 dicembre 1849.
La sua gioventù, durante il periodo precedente alla Guerra civile e alla ricostruzione successiva, ha ispirato notevolmente la sua scrittura.
Completò i suoi studi all'Università della Transylvania nel 1872.
Collaborò con numerose riviste, tra le quali Harper's Magazine, The Atlantic Monthly.
Sebbene egli abbia vissuto prevalentemente a New York, dove, terminata la carriera di insegnante, soggiornò dal 1893 per dedicarsi alla sua attività letteraria, la sua mente e il suo cuore rimasero sempre legati al suo paese nativo.
Al Kentucky furono incentrati la maggior parte dei suoi racconti: Flauto e violino (Flute and Violin, 1891); Il Kentucky, terra dell'erba blu (The Blue-Grass Region of Kentucky, 1892);
Un cardinale del Kentucky (A Kentucky Cardinal, 1896), dove per cardinale è da intendere l'uccello di tal nome; Il coro invisibile (The Choir Invisible (1897, rifacimento di John Gray, 1893).
Le opere di Allen risultarono intrise di descrizioni paesaggistiche, della cultura, del dialetto, degli usi e costumi, dei miti e le leggende del Kentucky, scritte con molto garbo e con brillantezza; e nell'ambito della letteratura statunitense d'ispirazione regionale la sua opera risultò di ottimo valore.
La carriera di Allen si può dividere in due fasi: nella prima, comprendente i suoi esordi e i suoi primi lavori, si caratterizzò per l'aderenza alla tradizione del romanzo simbolico e alla scuola del color locale, evidenziando la sua vena romantica e regionale; nel secondo periodo creativo Allen si dedicò alla scrittura di romanzi realistici, che risultarono i suoi più popolari, tra i quali, Il regno della legge (The Reign of Law, 1900); Il coraggio della razza (The Mettle of the Pasture, 1903), una sintesi delle tendenze simboliste-realiste; una trilogia natalizia formata da La sposa del vischio (The Bride of the Mistletoe, 1909); La vigilia di Natale del dottore (The Doctor's Christmas Eve 1910), ma non portata a termine; La spada della giovinezza (The Sword of Youth, 1915); L'uccello canoro (The Warbler,1918); Emblemi di fedeltà (Emblems of fidelity, 1919).
Allen morì a New York il 18 febbraio 1925, ed è sepolto nel cimitero di Lexington.

## Opere
- Flauto e violino (Flute and Violin, 1891);
- Il Kentucky, terra dell'erba blu (The Blue-Grass Region of Kentucky, 1892);
- John Gray (1893);
- Un cardinale del Kentucky (A Kentucky Cardinal, 1896);
- Il coro invisibile (The Choir Invisible, 1897)
- Il regno della legge (The Reign of Law, 1900);
- Il coraggio della razza (The Mettle of the pasture, 1903);
- La sposa del vischio (The Bride of the Mistletoe, 1909);
- La vigilia di Natale del dottore (The Doctor's Christmas Eve 1910);
- La spada della giovinezza (The Sword of Youth, 1915);
- L'uccello canoro (The Warbler, 1918);
- Emblemi di fedeltà (Emblems of fidelity, 1919).